# Schillernder Mohrenfalter
Der Schillernde Mohrenfalter (Erebia tyndarus), auch Schweizer Mohrenfalter oder Schweizer Schillernder Mohrenfalter, ist ein Schmetterling (Tagfalter) aus der Familie der Edelfalter (Nymphalidae). Das Artepitheton leitet sich von Tyndarus, einem Heroen aus der griechischen Mythologie ab.

## Merkmale

### Falter
Die Vorderflügel der Falter, die eine Flügelspannweite von etwa 26 bis 32 Millimetern haben, sind dunkelbraun gefärbt und zeigen einen grünen oder grüngoldenen Glanz, der auch für den deutschen Namen der Art verantwortlich ist. Dieses Farbspiel wird durch Interferenz des Sonnenlichtes an den Flügelschuppen hervorgerufen. Weitere Kennzeichen sind eine meist blasse orangebraune Binde, wohingegen sich zwei kleine, schwarze, weiß gekernte Augenflecken am Apex deutlich abheben. Die Hinterflügelunterseiten sind marmoriert hellgrau, gelbgrau, hellbraun bis hin zu dunkler braun, teilweise leicht olivbraun überstäubt und besitzen eine mehr oder weniger scharf begrenzte, breite, sich dunkler abhebende, gebogene, stark gezackte Binde.

### Ei, Raupe, Puppe
Das Ei ist grünlich, oval und zeigt viele Längsrippen. Die Raupen sind graugrün bis braungrau und besitzen eine dunkle Rückenlinie, zwei dunkle Seitenlinien und dunkle Punkte neben den Stigmen. Außerdem verläuft ein dunkler Längsstrich über den Füßen. Die braun gefärbte Puppe hat eine kurze, dicke Form.

### Ähnliche Arten
Große Ähnlichkeit besteht zur etwas kleineren Art Erebia cassioides (Reiner & Hohenwarth, 1792), die jedoch weniger grünlich schimmert, etwas schmalere sowie weniger gerundete Vorderflügel hat, und die auf der Unterseite der Hinterflügel eine kontrastreichere, leuchtende Zeichnung zeigt. Eine gewisse Ähnlichkeit besteht auch zum Seidenglanz-Mohrenfalter (Erebia gorge), der jedoch eher violettrot schillert, weniger gerundete Flügel hat und oftmals auch mehr als zwei Apikalflecke besitzt. Hauptunterschied ist jedoch die dunklere Färbung der Hinterflügelrückseite bei gorge.
.

## Verbreitung und Lebensraum
Der Schillernde Mohrenfalter  kommt in den Alpen in Höhen von etwa 1600 bis 3000 Metern vor. Die Art fliegt vorzugsweise auf kurzrasigen Almwiesen und ist dort stellenweise sehr zahlreich.

## Lebensweise
Die Falter leben in einer Generation von Ende Juni bis Anfang September. Sie fliegen niedrig über Wiesen, saugen gelegentlich an den Blüten von bevorzugt gelben Gebirgsblumen und sonnen sich gerne auf Felsen, wobei der grünlich glänzende Schimmer der Flügel sehr attraktiv zur Geltung kommt. Die Raupen ernähren sich von verschiedenen Schwingelarten (Festuca).

## Gefährdung
In Deutschland kommt die Art nur an einigen Stellen der bayerischen Alpen vor und wird auf der  Roten Liste gefährdeter Arten in Kategorie R (extrem seltene Art mit geographischer Restriktion) geführt.